# جیا پالوما
جیا پالوما (انگلیسی: Gia Paloma؛ زاده ۲۷ ژوئن ۱۹۸۴) بازیگر پورنوگرافی اهل ایالات متحده آمریکا است.